# Hierophantes
Een hierophantes (Oudgrieks: ἱεροφάντης / hierofántes) was de voornaamste priester bij de Mysteriën van Eleusis, die de vieringen en initiatie van de mystae leidde.
Deze waardigheid was erfelijk in de familie van de Eumolpiden, daar men meende dat Eumolpos, hun stamvader, de eerste hierophant zou zijn geweest. Een hierophantes was uiterlijk makkelijk te herkennen aan zijn ongewone haardracht, een soort van diadeem (στρόφιον / strófion) en een lang purperen gewaad. Hij sprak altijd op plechtige toon en was levenslang met dit ambt bekleed, dat hem ook ertoe verplichtte ongehuwd te blijven. De hierophantes werd bijgestaand door vier epimelētai (ἐπιμεληταί / epimelētaí), waarvan een eveneens afkomstig was uit de Eumolpiden

## Bekende hierophantes
- Eunapius (historicus)
- Vettius Agorius Praetextatus (?)

## Referentie
- L. Schmitz, art. Eumolpidae, in W. Smith (ed.), A Dictionary of Greek and Roman Antiquities, Londen, 1875, p. 477.